# Movie Battles
Movie Battles II ou MBII é uma mod do jogo de tiro Star Wars Jedi Knight: Jedi Academy. O objetivo principal da mod é permitir que os jogadores experimentem cenas de batalha dos oito filmes Star Wars, entrando diretamente dentro de cenas das três trilogias. Isto significa que a maioria dos aspectos originais do jogo foram alterados e somente alguma parte das características da jogabilidade original permanecem. O jogo coloca uma equipe de forças do Império Galáctico/Separatista/Primeira Ordem contra a Aliança Rebelde/República Galáctica/Resistência, sendo que cada equipe deve concluir um objetivo ou eliminar todos os membros do time inimigo.

## Jogabilidade
Movie Battles II é um jogo de tiro baseado em times em que o jogador junta-se às forças Imperiais/Separatistas ou às forças Rebelde/da República. Ambas as equipes geralmente têm objetivos que podem ser concluídos para vencer a rodada. O jogador também recebe um número de pontos que ele pode gastar em upgrades para o seu personagem. Todos os jogadores que morrem antes do final da rodada tornam-se espectadores. Eles podem seguir certos jogadores que ainda estão vivos ou andar livremente com a câmera pelo mapa, semelhante a outros shooters em primeira pessoa, tais como o Battlefield 2.
O combate com sabres de luz do Movie Battles é alterado a partir do sistema do jogo original. O uso do bloqueio e de movimentos defensivos é favorecido ao invés do "spam de ataques" do jogo original. Existem medidores para o nível de força e para os pontos de bloqueio que diminuem à medida que o jogador intercepta ataques de blaster e de sabres de luz. Semelhante ao Counter-Strike, Movie Battles usa um sistema de objetivos, onde uma equipe defende e a outra ataca um ou mais objetivos. Os tipos de objetivo são normalmente variantes em cima de temas comuns, tais como a "destruição de painéis", ou a proteção de NPCs. Através de tal sistema, a mod é significativamente diferente da maioria dos jogos de Star Wars onde o objetivo é simplesmente matar todos do outro time.
MBII tem três tipos de jogo: Modo Aberto (Open), Modo Autêntico (Full Authentic) e Modo Duelo (Duel). Dependendo do tipo de jogo, personagens e características tais como armas que o jogador pode escolher podem ser limitadas ou não. No modo Aberto, tudo pode ser escolhido, enquanto no Autêntico, apenas os modelos que se encaixam no o mapa atual podem ser escolhidos. No Modo Duelo, apenas Jedi e Sith podem ser escolhidos.  As versões mais recentes também incluem um modo de duelo. Alguns mapas foram criados para que um duelo seja combatido, uma batalha entre dois lados que representa uma cena de um filme ou de um jogo. Muitas vezes essas lutas são um contra um, mas, às vezes, o número de jogadores é diferente de ambos os lados.
Os jogadores escolhem uma classe de personagem com funções definidas, algo similar a jogos como Battlefield 2. O lado Rebelde ou da República (depende do mapa) tem acesso a um número de classes específicas, incluindo clone troopers com blasters e Wookiees com bowcasters, além dos Jedi. O lado Imperial ou Separatista (depende do mapa) tem acesso a um número de classes específicas, bem como: droidekas, Super dróides de batalha, Mandalorianos com jet pack e lança-chamas e os Sith. Ambas as equipes têm acesso a duas classes genéricas (soldados e comandantes).

## Desenvolvimento
A mod Movie Battles foi criada por Richard Hart (nickname RenegadeOfPhunk) em 2003, com o objetivo de misturar o gameplay de rounds e objetivos do Counter-Strike com as mecânicas de sabre de luz e armas de Star Wars. As primeiras versões da mod foram desenvolvidas para o Star Wars Jedi Knight II: Jedi Outcast, o jogo anterior da série de jogos Jedi Knight. Esta versão já tinha os elementos-chave do Movie Battles, como a modificação do combate com sabres de luz e o sistema de last-man-standing. A mod mais tarde foi refeita para o jogo Star Wars Jedi Knight: Jedi Academy, que é a versão atualizada e jogadada hoje em dia. Uma criação baseada no Movie Battles, uma mod intitulada The New Era (TNE), estava em desenvolvimento para a Source engine , que permitiria gráficos melhorados e um melhor motor de física, mas o jogo foi cancelado em 2013. Ele foi pensado como um sucessor do Movie Battles, mas TNE foi movendo-se para um gênero mais parecido com Deathmatch. Muitos da equipe de desenvolvimento do TNE eram membros da equipe de desenvolvimento do Movie Battles. Em 2 de abril de 2011, um trailer revelando um novo jogo foi lançado. Movie Battles 3 ia ser um jogo autônomo desenvolvido na Unreal Engine. Movie Battles 3 foi cancelado depois de alguns anos em desenvolvimento e o Movie Battles 2 teve o desenvolvimento retomado. A atualização mais recente, 1.4.8.1, foi lançada no dia 15 de dezembro de 2017.
em 2018, uma sequência espiritual da modificação chamada "Movie Duels" foi feita com o propósito de um modo single-player remasterizado com uma campanha baseada nos filmes da franquia, usando uma atualização não oficial para o motor de Jedi Academy chamado OpenJK para refazer o combate corpo a corpo e a física. 

## Recepção
Em 2005, a edição do Reino Unido da PC Gamer publicou um artigo cobrindo a mod. No mesmo ano, a Sky News mencionou o Movie Battles ao lado de outras modificações. A mod também foi mencionada pelo Alec Meer da Rock, Paper, Shotgun na lista de melhores jogos Star Wars de 2015. Meer disse que a mod era algo que os jogadores devem "provavelmente [...] dar uma olhada." Matthew Znadowicz da Eurogamer Polónia chamou a ação do jogo de "única e diferente", mas salientou que as batalhas muitas vezes tornam-se "estressantes, intensas, mas extremamente agradáveis." Em junho de 2016, 400 usuários no site Mod DB avaliaram o jogo com a pontuação média de 9.4.